# Sarracenia popei
Sarracenia popei este o specie de plante carnivore din genul Sarracenia, familia Sarraceniaceae, ordinul Ericales, descrisă de Hort. și Masters. Conform Catalogue of Life specia Sarracenia popei nu are subspecii cunoscute.